# Kabosu

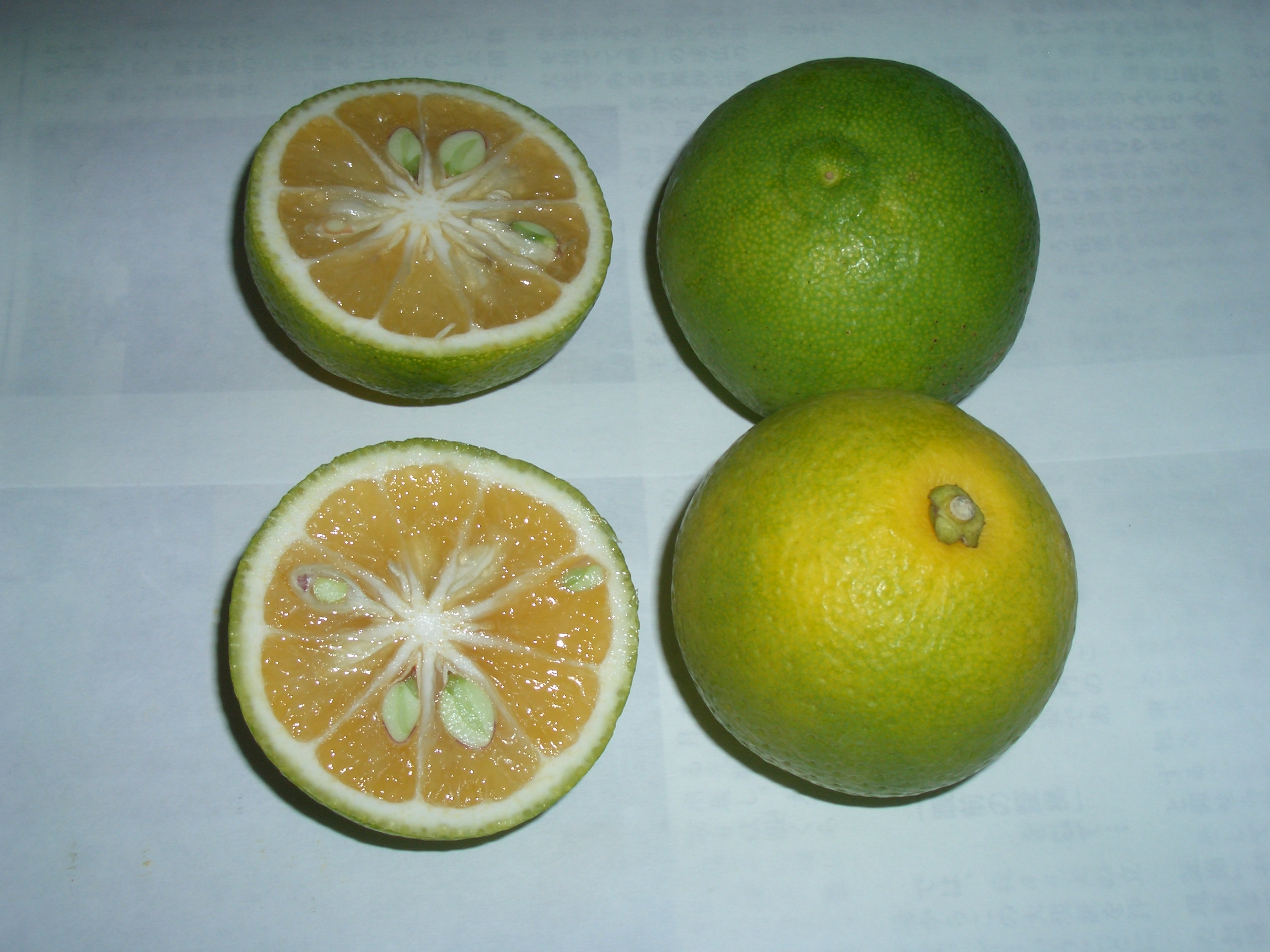
Kabosu aperto

Il kabosu (カボス? o 臭橙?, Citrus sphaerocarpa) è un agrume della famiglia delle Rutacee proveniente da una pianta latifoglie.
Diffusissimo in Giappone, il kabosu ha un sapore simile a quello dello yuzu, ma meno acido; trova applicazioni come ingrediente per condimenti come la salsa ponzu, dolci e bevande.